# Kitzmörder
Der Kitzmörder ist ein Berg des Kaunergrats, eines Gebirgszuges der Ötztaler Alpen. Der Kitzmörder ist dabei mit 2435 m ü. A. einer der niedrigeren Berge dieses Kamms.

## Geografie
Der Kitzmörder ist Gipfelpunkt eines vom Aherkogel ausgehend nach Nordosten ziehenden Nebengrates des Kaunergrats. Nordwestlich des Gipfels liegt der Brechsee.

## Tourismus
Auf den Kitzmörder führen keine markierten Wanderwege. Der Alpenvereinsführer von Walter Klier bezeichnet den Aufstieg auf den Kitzmörder als „weglos“ und „unschwierig“ und empfiehlt, vom Brechsee ausgehend den Rücken des Berges in Richtung Süden zu umgehen und dann über die südlichen Hänge den Gipfel zu erreichen.

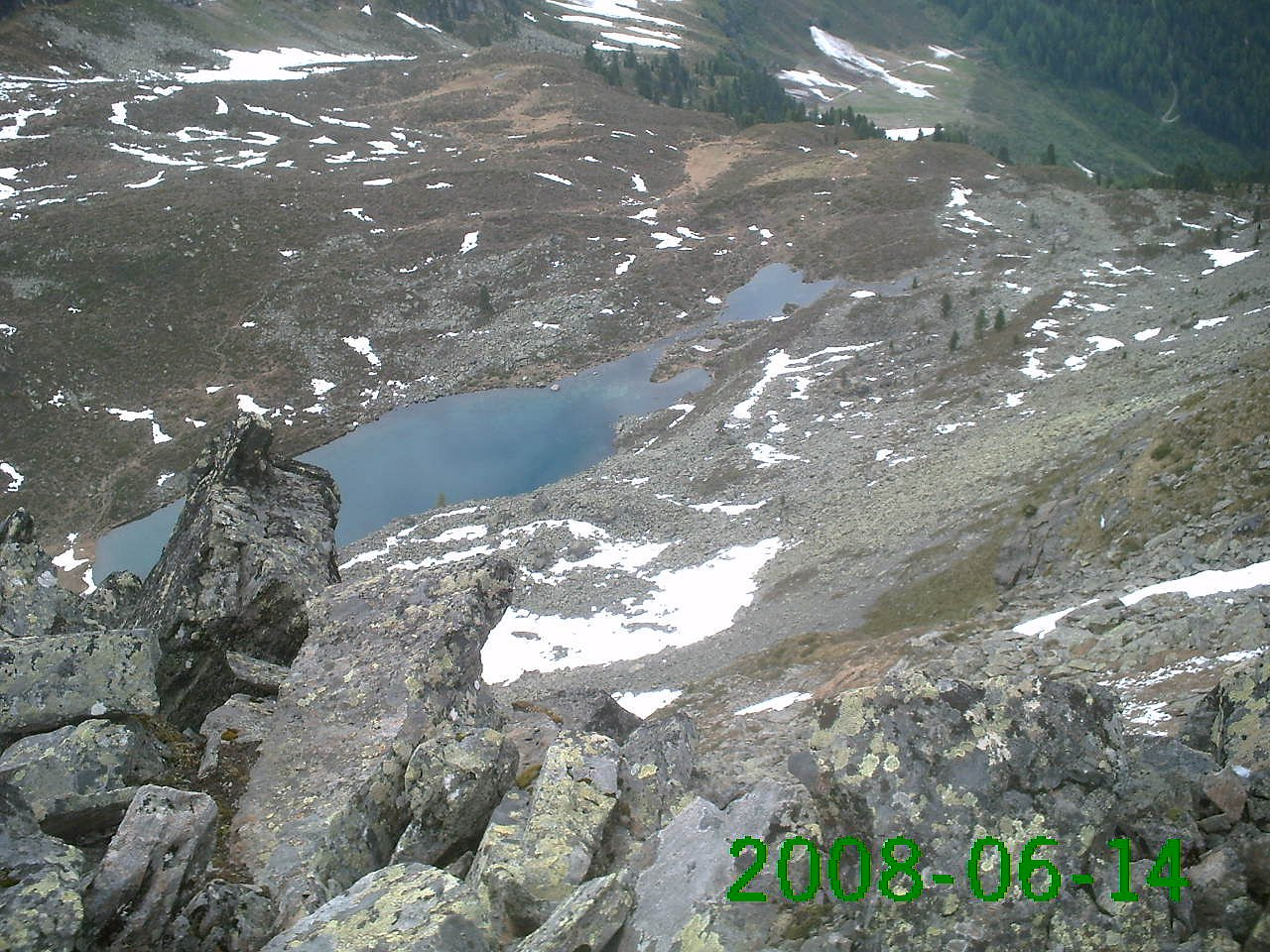
Der Brechsee vom Gipfel
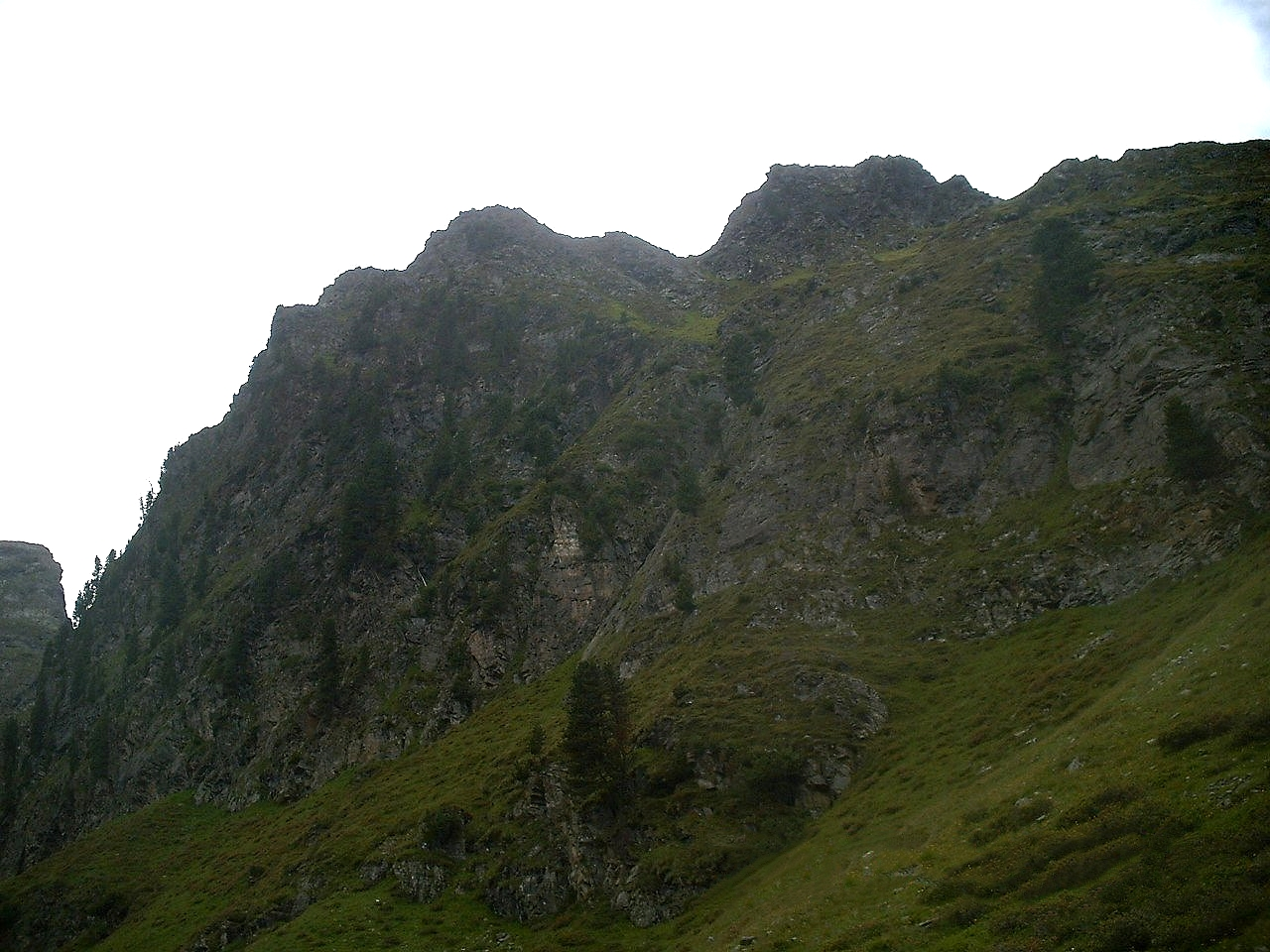
Die Ostflanke des Kitzmörders